# Campanha da Noruega
A Campanha da Noruega foi uma operação militar realizada na Noruega durante a Segunda Guerra Mundial entre as forças armadas dos Aliados e da Alemanha Nazista, após a invasão do país. Em abril de 1940, o Reino Unido e a França ajudaram o Reino da Noruega enviando uma Força Expedicionária para a região. Apesar do sucesso moderado por parte dos Aliados no norte do país, a invasão da França pelos alemães em junho forçou as tropas aliadas a recuar e o governo norueguês foi forçado a se exilar em Londres. A campanha acabou em definitivo quando toda a extensão do território da Noruega foi eventualmente ocupada pela Alemanha e continuou com a luta das forças norueguesas ainda lutando agora exiladas. Estes combates entre a força de resistência norueguesa e forças do Eixo ocorreram entre 9 de abril de 1940 até 10 de junho, e os 62 dias de luta fizeram da Noruega o país que resistiu por mais tempo a um ataque alemão durante a guerra, atrás apenas da União Soviética.

## Antecedentes

### Eclosão da Segunda Guerra Mundial
Grã-Bretanha e França haviam assinado tratados de assistência militar junto a Polônia e dois dias depois que a Alemanha Invadiu a Polônia (em 1º de setembro de 1939), ambos declararam guerra aos nazistas. Inicialmente nenhum dos dois países aliados montaram operações ofensivas significativas, e por vários meses sem grandes compromissos ocorreu o que ficou conhecido como a "Guerra de Mentira". Wiston Churchill em particular desejava mover a guerra para uma fase mais ativa, indo em contraste com o naquele momento primeiro-ministro britânico, Neville Chamberlain.
Durante este tempo, ambos os lados estavam à procura de frentes secundárias, especialmente, os franceses que se baseavam em um desejo de evitar a repetição da guerra de trincheiras na Primeira Guerra Mundial, que ocorreu ao longo da fronteira franco-alemã.
Após a eclosão da guerra, o governo norueguês mobilizou: partes do exército nacional, todos exceto dois dos navios de guerra da Defesa Marítima Norueguesa, além da Nowergian Army Air Service e da Royal Navy Nowergian Air Service, que foram chamados para proteger a neutralidade norueguesa de violações pelas partes em conflito. As primeiras tais violações foram os naufrágios em águas norueguesa de diversos navios britânicos por submarinos alemães, além de bombardeios aéreos de todas as partes.
Quase imediatamente após o início da guerra os britânicos começaram a pressionar o governo norueguês para fornecer ao Reino Unido os serviços da marinha mercante da Noruega, visto que eles estavam em extrema necessidade de transporte. Após negociações prolongadas entre 25 de setembro e 20 de novembro de 1939, os noruegueses concordaram em fretar 150 petroleiros, bem como outros navios com uma tonelagem equivalente a 450.000 toneladas brutas. A preocupação do governo com as linhas de abastecimento do país desempenhou um importante papel em convencê-los a aceitar o acordo.

### Valor da Noruega
A Noruega, embora neutra, foi considerada de importância estratégica para ambos os lados, por duas razões principais. Primeiro, a importância do porto de Narvik, a partir do qual eram exportadas grandes quantidades de minério de ferro da Suécia (dos quais a Alemanha dependia); Esta rota era especialmente importante durante os meses de inverno, quando grande parte do mar Báltico ficava congelada. Narvik tornou-se mais importante para os britânicos quando se tornou evidente que a Operação Catherine, um plano para ganhar o controle do Mar Báltico, não seria realizado. Os portos noruegueses também poderiam ter servido como furos no bloqueio da Alemanha, permitindo o último acesso ao Oceano Atlântico.

#### Minério de Ferro
A principal razão para a invasão da Noruega pela Alemanha era a sua dependência do minério de ferro sueco, que durante o inverno era embarcado principalmente a partir do porto norueguês de Narvik. Então, ao garantir o acesso aos portos noruegueses, os alemães poderiam obter mais facilmente o fornecimento do minério, que precisavam para o seu esforço de guerra.

#### Poder Marinho
O controle da Noruega foi considerado de crucial importância pelos alemães para que pudessem usar de forma eficaz seu poder marinho contra os aliados, especialmente a Grã-Bretanha. Enquanto a Noruega era estritamente neutra e desocupada de qualquer poderes de luta, não havia ameaças, mas a fraqueza das defesas costeiras norueguesas e a incapacidade de seu exército de campo de resistir a uma invasão por um poder mais forte eram claras. O Grande almirante Erich Raeder tinha apontado várias vezes em 1939 o perigo potencial para a Alemanha, da Grã-Bretanha lançar sua própria invasão à Escandinávia - se a poderosa Marinha Real, conseguisse bases em Bergen, Narvik e Trondheim, o Mar do Norte estaria praticamente fechado para os alemães, e a Kriegsmarine estaria sob sério risco.

#### Campo de batalha longe da França
Um sucesso na invasão da Noruega daria a um lado ou ao outro o potencial de desferir um golpe ao adversário, sem a necessidade de se entrincheirar em grande-escala como no conflito anterior, além da importância estratégica que forneceria aos vencedores (a Alemanha) durante a Batalha do Atlântico. Bases aéreas norueguesas permitiram aos aviões de reconhecimento alemães operar longe sob o Atlântico Norte, enquanto os U-boats e navios germânicos operando de bases navais norueguesas foram capazes de quebrar a linha de bloqueio britânica através do Mar do Norte, e de atacar comboios que iam em direção à Grã-Bretanha.

### Guerra de Inverno
Quando a União Soviética começou seu ataque contra a Finlândia em 30 de Novembro de 1939, os Aliados encontravam-se alinhados com a Noruega e Suécia em apoio a Finlândia contra um inimigo muito mais poderoso.
Após a eclosão da guerra entre a Finlândia e União Soviética, a Noruega mobilizou forças terrestres maiores do que inicialmente haviam sido consideradas necessário. No início de 1940, a 6ª Divisão posicionada principalmente em Finnmark e também no condado de Troms, colocou em campo 9.500 homens para defender um provável ataque soviético, e mesmo após a invasão alemã, a 6ª divisão permaneceu em Finnmark, protegendo o condado contra o possível ataque das tropas de Stalin. Durante a Guerra de Inverno, as autoridades norueguesas secretamente romperam a própria neutralidade do país, enviando aos finlandeses um carregamento de 12 Ehrhardt 7,5 centímetros modelo 1901, peças de artilharia e 12.000 projéteis, além de permitir que os britânicos usassem o território norueguês para transferir aeronaves e outros armamentos para a Finlândia.
Esta foi uma oportunidade para os Aliados que, embora genuinamente solidários com a Finlândia, também viram uma oportunidade de usar sua pretensão de enviar tropas de apoio, para posteriormente ocupar campos de minério na Suécia e portos na Noruega. O plano, promovido pelo general britânico Edmund Ironside, incluia duas divisões de desembarquem em Narvik, cinco batalhões em algum lugar na média-Noruega, e mais duas divisões em Trondheim. Mais abaixo, o governo francês pressionava os britânicos por ações a serem tomadas para enfrentar a Alemanha longe da França.
O movimento aliado causou preocupação aos nazistas. Já que o Pacto Molotov-Ribbentrop tinha colocado a Finlândia dentro da esfera de interesse soviética, a Alemanha alegou, assim, sua neutralidade no conflito. Esta atitude causou um aumento no sentimento antialemão em toda a Escandinávia, já que acreditava-se que os alemães estavam aliados aos soviéticos. O medo começou a surgir no alto comando alemão quanto a Noruega e a Suécia,que poderiam,então, permitir o movimento de tropas Aliadas para ajudar a Finlândia.

## Fotos da campanha

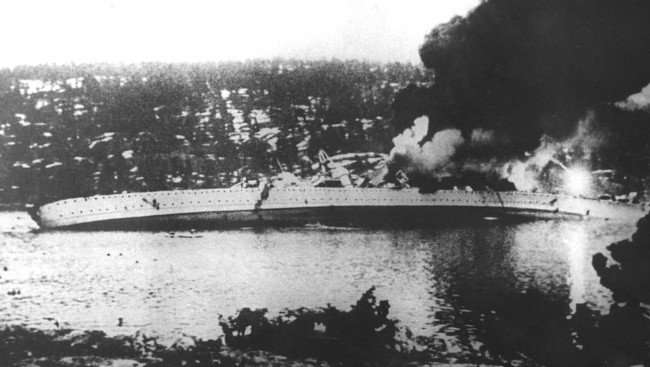
O cruzador alemão Blücher afundando no Fiorde de Oslo.
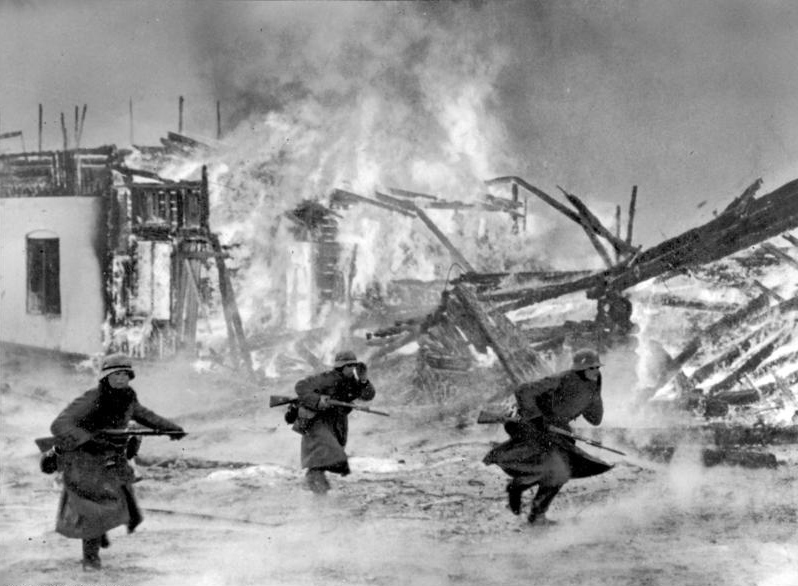
Infantaria alemã avançando em meio a vilas norueguesas em chamas.
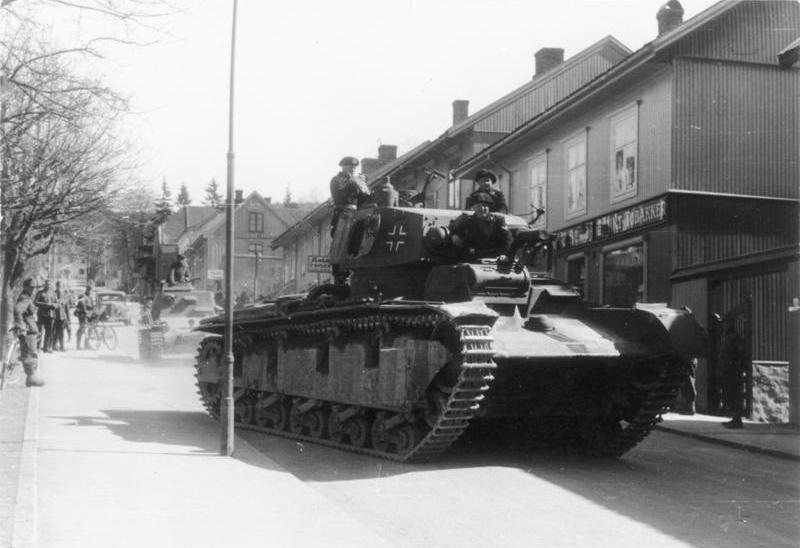
Um tanque alemão Neubaufahrzeug avançando por Lillehammer em abril de 1940.
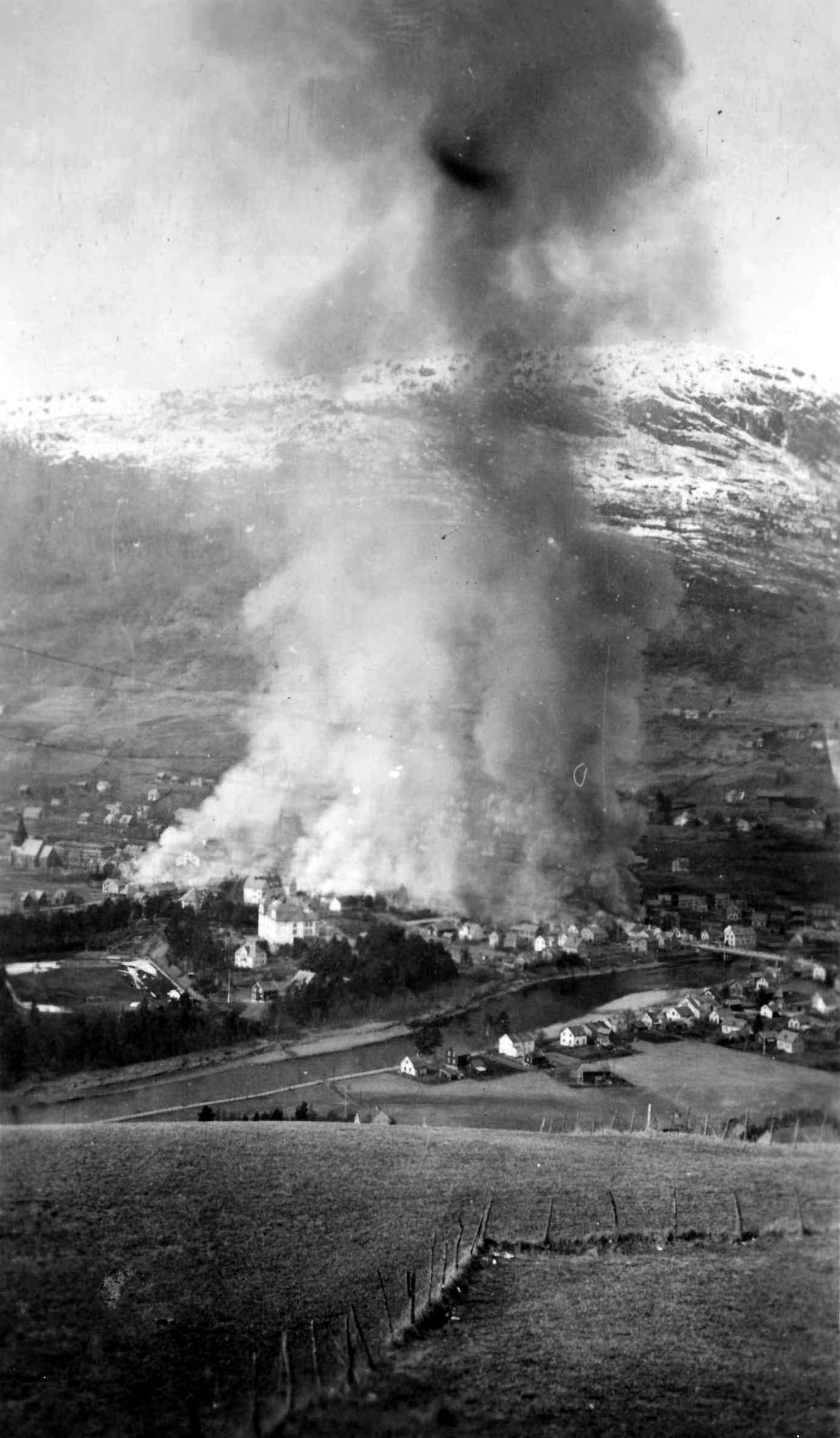
A cidade de Voss sob bombardeio alemão em 1940.
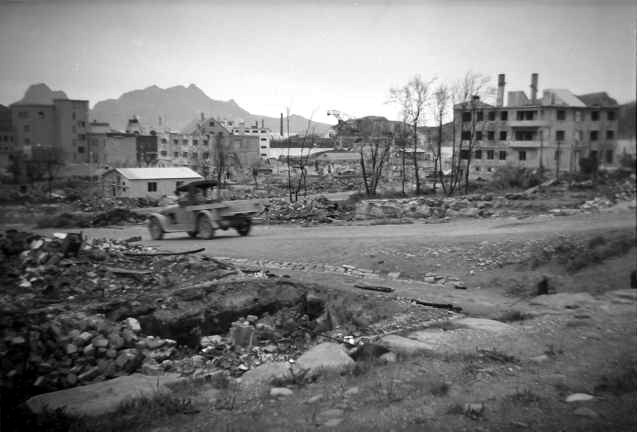
A cidade de Bodø, dois anos depois de ser atacada pela Luftwaffe.